# Cat Boyd
Cat Boyd   () és una sindicalista escocesa i cofundadora de la Radical Independence Campaign i de RISE – Scotland's Left Alliance. També escriu una columna setmanal al diari The National.

## Trajectòria
Cat Boyd va estudiar Economia a la Universitat de Strathclyde. La seva mare, Isabelle Boyd, va ser directora adjunta d'Educació, Joventut i Comunitats del North Lanarkshire Council.
Va ser durant la campanya prèvia al referèndum sobre la independència d'Escòcia de 2014 que Boyd va emergir com a activista destacada. El novembre de 2012 va cofundar la Radical Independence Campaign, que proposava una visió socialista d'una Escòcia independent. Boyd també va formar part del consell editorial de l'Scottish Left Review.
Boyd va coescriure Scottish Independence: A Feminist Response amb Jenny Morrison, un llibre publicat el 2014 que explora la rellevància contemporània de la història feminista escocesa. En el Dia Internacional de les Dones de 2015, va parlar sobre les dones i el referèndum en una reunió a l'Ardfheis del Sinn Féin.
Després que al referèndum guanyés el «No» a la independència, els mesos següents es va formar una nova aliança política: l'Scottish Left Project que, més endavant, es va convertir en RISE – Scotland's Left Alliance, una aliança electoral d'esquerres creada amb el suport del Partit Socialista Escocès per a les eleccions al Parlament Escocès de 2016.
El juliol de 2017, durant una entrevista per a la televisió, Boyd va dir que havia votat el Partit Laborista a les eleccions al Parlament del Regne Unit de 2017. Més endavant ho va argumentar presentant-se a si mateixa com una partidària independentista de Jeremy Corbyn.